# تیم ملی کبدی ساحلی ایران
تیم ملی کبدی ساحلی مردان ایران یک تیم بین‌المللی کبدی ساحلی  مردان است که از طرف ایران در رقابت‌های بین‌المللی شرکت می‌کند.

## تورنومنت‌ها

### بازی‌های آسیایی ساحلی
| سال   | رده       | بازی | برد | برابر | باخت |
| ----- | --------- | ---- | --- | ----- | ---- |
| ۲۰۰۸  | حاضر نبود | -    | -   | -     | -    |
| ۲۰۱۰  | سوم       | ۴    | ۳   | ۰     | ۱    |
| ۲۰۱۲  | قهرمان    | ۴    | ۴   | ۰     | ۰    |
| مجموع | ۲/۳       | ۸    | ۷   | ۰     | ۱    |